# Districte de Bankura
El districte de Bankura és una subdivisió administrativa d l'estat de Bengala Occidental a l'Índia, a la divisió de Burdwan. La capital és Bankura. El riu principal és el Demodar al nord (forma el límit del districte), i té menor importància el Dwarkeswar o Dhalkisor, al centre. Les muntanyes principals són les Susunia i les Bihari Nath. La superfície és de 6882 km² i la població de 3.191.822 habitants (el 1872 eren 968.597 però amb menys superfície; aquesta va pujar el 1879 i el 1881 eren 1.041.752 habitants; el 1891 eren 1.069.668 i el 1901 eren 1.116.411).

## Divisió administrativa
Està dividit en tres tahsils:
- Bankura
- Khatra
- Bishnupur

Tres municipalitats: 
- Bankura
- Bishnupur
- Sonamukhi

I 22 blocks de desenvolupament, 21 thanes o estacions de policia, 190 gram panchayat, 5187 pobles, i 3828 mouza, a més de 285 llogarets deshabitats.
Els blocks són: 
- 1 	Bankura-I
- 2 	Bankura-II
- 3 	Onda
- 4 	Barjora
- 5 	Chhatna
- 6 	Saltora
- 7 	Gangajal Ghati
- 8 	Mejhia
- 9 	Bishnupur
- 10 	Joypur
- 11 	Kotulpur
- 12 	Indus
- 13 	Patrasayer
- 14 	Sonamukhi
- 15 	Indpur
- 16 	Khatra
- 17 	Hirbundh
- 18 	Raipur
- 19 	Sarenga
- 20 	Ranibundh
- 21 	Taldangra
- 22 	Simlapal

## Història
En temps protohistòrics era part del regne de Kama Suvarna. Fou el centre del regne de Malla on el vaishnavisme va esdevenir religió el segle VII. Al segle viii el regne de Bishnupur fou un dels vuit petits regnes de la frontera de Bengala contra les tribus de la jungla de la plana occidental. El regne va continuar sota els musulmans, a vegades com aliat, a vegades com a tributari. El 1582 es va fixar el tribut. El 1715 sota Jafar Khan, va quedar reduir a estatus de zamindari i per aquest temps fou inclòs a la chakla de Burdwan la qual va ser cedida als britànics el 27 de setembre de 1760. El zamindar local de Bishnupur es va empobrir junt amb el territori a causa de les incursions marathes i de la gran gana de 1770 que va deixar pocs habitants per cultivar la terra i la meitat del territori va esdevenir jungla. El govern britànic va agregar el zamindar als terrenys públics i va considerar als successius zamindars merament uns administradors, el que va acabar d'arruïnar el territori. La família regnant va quedar depenent per la subsistència d'un reduït grup de terres, ja que va haver de vendre la major part. El territori fou administrat del 1765 a 1787 des de Murshidabad, però en aquest darrer any va ser separat i formà part del districte de Birbhum; el 1793 fou separat de Birbhum i agregat al districte de Bardwan; el 1805 en fou separat per incorporar-se al districte de Jungle Mahals fins al 1833 quan es va constituir en divisió i districte fiscal separat (amb efectes el 1835) del districte de Bardwan; els conflictes de jurisdiccions es van eliminar el 1872 quan diverses parganes (Sonamukhi, Indas, i Kotalpur a l'est, Shergarh i Senpahari al nord, i la tana de Chatna separada de Manbhum, a l'oest) va fer el col·lectorat amb territori continuat i la posterior transferència el 1879 de territori des de Bard, que va duplicar la superfície, va arranjar la jurisdicció; va passar de tenir 3.486 km² el 1772 a 6.778 km² el 1881. Grups de delinqüents hi van operar entre 1858 i 1900. El districte estava dividit en les subdivisions de Bankura i Bishnupur. Originalment formà la pargana de Bishnupur (el zamindari del raja) però els terrenys del sobirà foren venuts progressivament i el 1836 ja hi havia 56 hisendes que eren 1046 el 1904. Els imadaris (terres cedides a canvi de servei) coneguts com els estats Ghatwali, tenien l'encàrrec de protegir la frontera del Ghats contra els marathes però quan això no fou necessari foren incorporats pels britànics a petició del raja. La subdivisió de Bankura dins el districte del mateix nom, tenia una superfície de 4975 km² i una població de 712.055 habitants el 1901 en 4.069 pobles. La capital era Bankura que tenia 20.737 habitants el 1901.